# Kamilė Nacickaitė
Kamilė Nacickaitė, coniugata van Der Horst (Šiauliai, 28 dicembre 1989), è una cestista lituana.
Guardia-ala di 180 cm, ha giocato in Serie A1 con Chieti.

## Vita privata
Dal 2024 è sposata con Dimeo van der Horst, anch'egli cestista.

## Carriera
Con la Lituania ha disputato due edizioni dei Campionati europei (2013, 2015).